# گانه مولا
گانه مولا (به لاتین: Ganemulla) یک منطقهٔ مسکونی در سری‌لانکا است که در استان غربی، سری‌لانکا واقع شده‌است.